# Karl Theodor Sapper
Karl Teodor Sapper (ur. 6 lutego 1866 w Wittislingen, zm. 29 marca 1945 w Garmisch-Partenkirchen) – niemiecki podróżnik, archeolog, geograf, etnograf, lingwista.
Ukończył gimnazjum w Ravensburgu. Po ukończeniu studiów w Monachium na kierunku nauk przyrodniczych i geologii w roku 1888 wyruszył do Gwatemali, gdzie początkowo pracował na plantacji kawy swojego brata jako zarządca. W latach 1888–1900 prowadził szereg podróży i badań w Ameryce Środkowej. W roku 1893 pracował tymczasowo jako geolog w Meksyku. W 1900 habilitował się na Uniwersytecie Lipsku pod kierunkiem Friedricha Ratzel. W 1902 został profesorem nadzwyczajnym a w 1907 zwyczajnym na Uniwersytecie w Tybindze. W 1908 wyruszył w podróż badawczą na Archipelag Bismarcka wraz z etnologiem Georgiem Friederici. W 1910 zajął się nauczaniem na Uniwersytecie w Strasburgu. W roku 1919 rozpoczął pracę na Uniwersytecie w Würzburgu, gdzie założył Instytut Badań nad Ameryką.
Karl Sapper opublikował szereg publikacji z zakresu wulkanologii, kartografii, etnologii oraz lingwistyki. Jego prace na temat niektórych plemion majańskich spopularyzowały wiedzę na ich temat w Europie. Jest autorem pierwszego etnograficznego opisu tradycyjnych rozrywek Indian Kekchi w tym tradycyjnej rytualnej gry Puluc.